# الأيام المتمردة (مسلسل)
الأيام المتمردة هو مسلسل تلفازي سوري من تأليف عبد النبي حجازي وإخراج هيثم حقي، يستعرض جوانب من التاريخ السوري المعاصر بين عامي 1941 و1954 عبر قالب درامي اجتماعي ذي طابع شبه توثيقي، يرصد تأثير الأحداث السياسية والعسكرية المحلية والعربية والدولية وانعكاستها على نسيج المجتمع السوري بما فيها من هموم ومشكلات، مع تركيزه على محطات مفصلية كالانتداب الفرنسي، وصعود نفوذ الكتلة الوطنية، وتداعيات الحرب العالمية الثانية اجتماعيًا واقتصاديًا، ونيل الاستقلال عام 1946 وما تبعه من تحولات جذرية شملت مشاركة الجيش السوري في حرب فلسطين 1948، ومرحلة الاضطراب السياسي المصاحب لسلسلة الانقلابات العسكرية، ليختتم أحداثه بانقلاب 25 شباط 1954 بقيادة فيصل الأتاسي الذي أطاح بحكم الرئيس أديب الشيشكلي، مُمهدًا لعودة هاشم الأتاسي إلى الحكم. عُرض المسلسل لأول مرة يوم الجمعة 1 رمضان 1422 هـ الموافق 16 تشرين الثاني 2001 م.

## الممثلون
- رفيق سبيعي
- عمر حجو
- رياض نحاس
- ناصر وردياني
- غسان مسعود
- باسم ياخور
- نضال نجم
- هناء نصور
- رامي حنا
- سلاف فواخرجي
- ضحى الدبس
- نادرة عمران
- فارس الحلو
- أيمن رضا
- عبد المنعم عمايري
- جهاد عبدو
- نادين سلامة
- نضال سيجري
- مانيا نبواني
- فاتن شاهين
- أميمة الطاهر
- أحمد منصور
- وفاء العبد الله
- أسامة السيد يوسف
- سهيل جباعي
- محمد الحريري
- نزار أبو حجر
- غسان سلمان
- داوود الشامي
- باسل خياط
- زهير العمر
- محمد حداقي
- رامز الأسود
- مهند قطيش
- حنان شقير
- لينا مراد
- أيمن بهنسي
- حسام الشاه
- حسين أبو سعدة
- رباب مرهج
- عبد القادر منلا
- فاروق الجمعات
- صبحى الرفاعي
- ظفيرة قطان
- غسان عزب
- سمير حسين
- فوزي بشارة
- نوار بلبل
- سليم شريقي
- دلبرين موسى
- إيمان جابر
- أحمد فاتح جدوع
- ماجدة مورا
- رجاء يوسف
- محمد خير الجراح
- خليل حداد
- أدهم مرشد
- سامر كاسوحة
- فاضل وفائي
- عدنان أبو الشامات
- فادي صبيح
- معتز أفغاني
- غزوان الصفدي
- أمجد طعمة
- علاء إبراهيم
- رغداء هاشم
- زياد النايف
- جورج باندو
- دينا خانكان
- أحمد السيد
- عادل الزايد
- أسامة التيناوي
- زكى كورديللو
- خلوق قصير الذيل
- حيدر فارس
- عبد الحكيم قطيفان
- نجوى زيدان
- نوال سمعان
- نادين
- طارق الصباغ
- ولاء العلي
- بلال عودة
- صفوح برقاوي